# 佐藤牧夫
佐藤牧夫（さとう まきお、1933年6月12日 - ）は、日本のドイツ文学者、東北大学名誉教授。中世ドイツ叙事詩が専門。
岩手県生まれ。東京都立大学 (1949-2011)大学院独文科博士課程満期退学。山形大学講師、助教授、東北大学教養部助教授、文学部独文科教授。97年定年退官、名誉教授、奥羽大学教授。2004年退職。2013年瑞宝中綬章受勲。

## 翻訳
- E.ドーブルホーファー『失われた文字の解読』全3巻 矢島文夫共訳 山本書店 1963
- 『古代への情熱 発掘王シュリーマン自伝』1967 角川文庫
- クルト・リース『レコードの文化史』音楽之友社 1968
- ハンス・フランク『小説バッハ』音楽之友社 1971
- パウロ=ロナイ『バベルへの挑戦 言語混乱との闘いと理想言語模索の歴史』山本書店 1973
- ヴィリー・ライヒ『シェーンベルク評伝 保守的革命家』松原茂共訳 音楽之友社 1974
- 『ジプシー民話集』藤代幸一共編 同学社 1978
- エリック・ヴェルバ『フーゴー・ヴォルフ評伝 怒れるロマン主義者』朝妻令子共訳 音楽之友社 1979
- J.M.ファン・ウィンター『騎士 その理想と現実』渡部治雄共訳 東京書籍 1982
- ハルトマン・フォン・アウエ『哀れなハインリヒ』戸沢明訳 佐々木克夫、楠田格、副島博彦共著 大学書林 1985
- カーロイ・フェルデシ=パップ『文字の起源』矢島文夫共訳 岩波書店 1988
- ゴットフリート・フォン・シュトラースブルク『リヴァリーンとブランシェフルール』共著 大学書林 1992

## 論文
- <佐藤牧夫